# The Horizon Has Been Defeated
"The Horizon Has Been Defeated" é uma canção do músico norte-americano Jack Johnson. Foi lançado como segundo single de seu álbum On and On.
O single chegou a posição #43 nas paradas da RIANZ na Nova Zelândia e #31 nas paradas americanas da Billboard Modern Rock Tracks.

## Paradas de sucesso
| Paradas                                     | Melhor posição |
| ------------------------------------------- | -------------- |
| Nova Zelândia RIANZ Singles Chart           | 43             |
| Estados Unidos Billboard Modern Rock Tracks | 31             |
| Estados Unidos Billboard Adult Top 40       | 28             |